# Jelizawieta Achmatowa
Jelizawieta Nikołajewna Achmatowa (ur. 2 grudnia 1820 w Astrachaniu, zm. 12 kwietnia 1904) – rosyjska pisarka, wydawca i tłumacz, tłumaczyła na język rosyjski angielskich i francuskich pisarzy.

## Życiorys
Jako pisarka została zauważona przez polsko-rosyjskiego dziennikarza Józefa Sękowskiiego. Publikowała w wydawanym przez niego miesięczniku „Bibliotieka dla cztienija”. Swoje artykuły podpisywała pseudonimem Leyla. Zmarła 12 kwietnia 1904 roku w Petersburgu.

## Kolekcja powieści zagranicznych
Od 1856 roku Achmatowa wydawała w Petersburgu miesięcznik noszący nazwę Sobranije inostrannych romanow powiestiej i rasskazow w pieriewodie na russkij jazyk (Собрание иностранных романов повестей и рассказов в переводе на русский язык) co można przetłumaczyć jako "Kolekcja powieści zagranicznych i opowiadań w przekładzie na język rosyjski". Pismo było bardzo popularne i ukazywało się do 1885 roku. Jednym z jego prenumeratorów był Fiodor Dostojewski.
W piśmie ukazało się ponad  trzysta tłumaczeń autorów takich jak:  Émile Gaboriau, Victor Hugo, George Sand, Friedrich Spielhagen, Wilkie Collins, William Thackeray, Jules Verne i innych.